# Kreuz (Schriftzeichen)

Langkreuz und Langdoppelkreuz in Schriftart Times New Roman

Das Schriftzeichen Kreuz (englisch dagger) (†), auch Langkreuz, ist ein dem Schriftzeichen „Lateinisches Kreuz“ (✝) ähnliches Schriftzeichen, das jedoch in vielen Schriftarten unten spitz zuläuft. Gelegentlich finden sich auch die Bezeichnungen Dolch (in Anlehnung an englisch dagger) oder Obeliscus (altgriechisch ὀβελίσκος obelískos, deutsch ‚kleiner Spieß‘). Die englische Bezeichnung dagger wie auch die im romanischen Sprachraum gebräuchlichen, mit Obelisk verwandten Bezeichnungen (z. B. französisch obèle, spanisch obelisco) zeigen, dass das Zeichen nicht überall primär als Form des christlichen Kreuzes aufgefasst wird.
In Unicode ist es im Block Allgemeine Interpunktion enthalten als U+2020 dagger.

## Verwendung

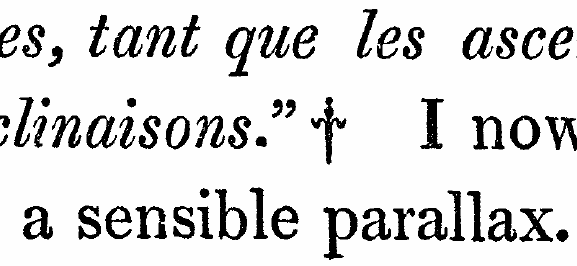
Kreuz als Fußnotenzeichen in einem britischen Druck von 1839

Das Kreuz wird als Fußnotensymbol verwendet, wenn der Asterisk schon im gleichen Textteil verwendet wurde. Es kann hinter Personennamen jedoch in Zusammenhängen missverständlich sein, in denen es auch als Markierung des Verstorbenseins verwendet wird (speziell im deutschen Sprachraum, s. u.).
Im deutschen Sprachraum hat das Kreuz außerdem folgende Verwendungen:
- Als Symbol zur Markierung von Verstorbenen, entweder bei der Altersangabe oder als Markierung des Todesjahrs, in Verbindung mit dem Sternchen auch häufig als Angabe von Geburts- und Todestag (Beispiel: * 15. Oktober 1910; † 20. April 1990).
 Siehe auch: Genealogische Zeichen (speziell zu Kombinationen mit dem Kreuz, wie z. B. „†*“, „*†“, „††“ oder „†X“)
- in der Biologie und in der Linguistik dafür, dass eine Tier- oder Pflanzenart bzw. Sprache ausgestorben ist.
- zur Kennzeichnung schwer lesbarer Textstellen in wissenschaftlichen Texteditionen (crux desperationis, siehe auch: Textkritik #Ergebnis).
- In juristischen Zeitschriften (beispielsweise NJW) als Hinweis darauf, dass eine bestimmte Gerichtsentscheidung zur Veröffentlichung in der Entscheidungssammlung des Gerichts bestimmt ist.

Fides

- In Fahrplänen als Kennzeichen für „an Sonn- und Feiertagen“.
- Bei Notationen einer Schachpartie wird das Kreuz häufig für Schachgebot verwendet, das Langdoppelkreuz ‡ für Schachmatt.
- In mathematischen Formeln als eine Variante der Kennzeichnung einer adjungierten Matrix.
- Der Entdecker des Asteroiden (37) Fides schlug 1855 als astronomisches Symbol dafür ein „Zeichen eines Kreuzes“ vor, das im Originaldruck mit runden und tropfenförmig verbreiterten Enden dargestellt wurde.[6]

## Geschichte
Das Kreuzzeichen wurde bereits vor Christi Tod z. B. auf Münzen als Schriftzeichen verwendet, Verbreitung fand es jedoch mit dem Christentum.
Kreuze in Urkunden waren seit dem 5. Jahrhundert gebräuchlich, sie wurden vor allem als Unterschrift und Unterschriftsbezeugung genutzt und sind erstmals durch Justinian I. im Codex Iustinianus als Urkunde des Schreibens oder Signum rechtlich anerkannt worden. Neben der Notwendigkeit für Schreibunkundige, Blinde und „Gebrechliche“ nannte Gatterer als weitere Ursachen für den häufigen Gebrauch: Trägheit, Stolz und Mode. Im frühen Mittelalter war das Kreuzzeichen das in Urkunden am häufigsten verwendete Symbol. Es stand sowohl am Textanfang als auch vor den Namen der anwesenden Zeugen, was an dieser Stelle als Beglaubigung zu verstehen war.
Mit dem Obeliscus (griechisch Obĕlos) als textkritischem Zeichen merkte man in Büchern und Handschriften verdächtige oder unechte Stellen an (Obelismus oder Obelisirung).

### „Staurologie“ als Wissenschaft der Kreuzzeichen (18. Jahrhundert)
Ausgehend vom kreuzähnlichen Christussymbol Staurogramm wird die Wissenschaft der unterschiedlichen Formen des Kreuzzeichens Staurologie genannt. Johann Christoph Gatterer schrieb 1798, dass die Christen glaubten, „ohne das Kreuzzeichen nichts mit Bestand und Erfolg thun oder verrichten zu können; so unternahmen sie auch nicht leicht, etwas zu schreiben, welchem sie nicht durch dieses Religionszeichen gleichsam das Siegel aufdrückten.“ Die verschiedenen Nutzungsarten der Kreuzzeichen unterteilt Gatterer in militärische (auf Fahnen, Helmen und anderen Waffenstücken), majestätische (unter anderem auf Kronen, Zeptern und Reichsapfeln), heraldische (Wappen), lapidarische (Epitaphien und Denkmäler), Bücher- und Briefkreuze und Urkundenkreuze.
Die Bücher- und Briefkreuze unterscheidet er weiter nach ihrem Gebrauch: zum ersten in der Einsetzung statt der Interpunktion, zum zweiten als kritische Zeichen in Textanmerkungen mit verschiedenen Bedeutungen durch verschiedene Kreuzarten, so zum Beispiel das Andreaskreuz oder das (dem Sextil-Symbol gleichende) auch Sternkreuz genannte Ceraunion. Die dritte Gebrauchsart war das Chrismon.

### Verwendung als Sterbedatum-Kennzeichnung

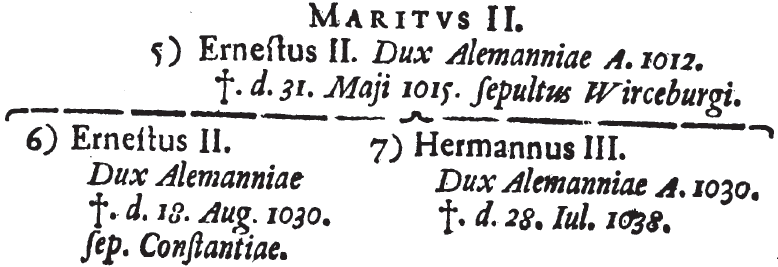
Kreuz als Sterbedatumszeichen in einem deutschen Druck Johann David Köhlers von 1722

Das vorangestellte Kreuzzeichen bei Sterbedaten wird im deutschen Sprachraum mindestens seit dem 17. Jahrhundert als genealogisches Zeichen verwendet. Je nach dem Zeichenvorrat der Druckerei ist es als Lateinisches Kreuz (crux ordinaria) mit rechteckigen Balken oder als Obeliscus mit unten spitz zulaufendem Pfahl (ebenfalls crux ordinaria) oder passend zur Schriftart mit Serifen ausgebildet. Gatterer benutzte in seinem Abriß der Genealogie im Jahr 1788 das Zeichen für Sterbedaten als einziges genealogisches Zeichen. Weitere genealogische Zeichen wurden Ende des 19. Jahrhunderts entwickelt und im Jahr 1910 von Stephan Kekule von Stradonitz in seiner Schrift Über den Nutzen einer internationalen Hilfssprache für die genealogische Forschung vorgestellt.

#### Normierung in der DIN 5008
Die Norm DIN 5008 des Deutschen Instituts für Normung legte in ihrer Ausgabe DIN 5008:1986-11 „Regeln für Maschineschreiben“ das Pluszeichen als das auf der Schreibmaschine verfügbare Ersatzzeichen für das Sterbedatum-Zeichen fest.
Die spätere Ausgabe DIN 5008:2011 „Schreib- und Gestaltungsregeln für die Textverarbeitung“ enthält diesen Passus nicht mehr, sondern zeigt im Abschnitt 7.8 »Zeichen für „geboren“ und „gestorben“« nur das Zeichen † im Anwendungsbeispiel, während im Text nur „genealogischen Zeichen“ ohne konkrete Darstellung derselben genannt werden.
Die derzeit (September 2024) gültige Fassung DIN 5008:2020-03 „Schreib- und Gestaltungsregeln für die Text- und Informationsverarbeitung“ Form beschreibt für die Gestaltung von Textwerken als „exemplarische“ Zeichen für das Wort geboren das Sternchen * und für das Wort gestorben das „Langkreuz“ † oder das Lateinische Kreuz ✝. Die Norm schließt mit dieser Formulierung die Verwendung anderer Zeichen nicht aus (sie legt nur fest, dass „genealogische Zeichen […] mit je einem Leerzeichen davor und danach geschrieben“ werden).

## Langdoppelkreuz ‡
Ein verwandtes Schriftzeichen ist das Langdoppelkreuz ‡, auch Zweibalkenkreuz (Unicode: U+2021 double dagger). Die beiden Querbalken sind stets gleich lang und gleich weit vom Ende entfernt, insofern ähnelt es einer Form des Lothringer Kreuzes. Die Bezeichnung „Doppelkreuz“ wird sowohl für dieses als auch für das Rautezeichen „#“ verwendet.
In der Typografie wird das Langdoppelkreuz (neben dem Sternchen und dem Langkreuz) als drittes Fußnotensymbol verwendet.
In der Chemie wird es – unter anderem – benutzt, um Übergangszustände zu kennzeichnen.

## Lateinisches Kreuz als Schriftzeichen
In Unicode ist das lateinische Kreuz enthalten als U+271D latin cross sowie als Emoji †️. Im Gegensatz zum zumeist unten spitz zulaufenden Kreuz-Schriftzeichen sind Schaft und Querbalken des lateinischen Kreuzes in der Regel rechteckig.

## Darstellung auf Computersystemen
| Standard/System                       | Standard/System         | Kreuz (†)                                       | Langdoppelkreuz (‡)   | Lateinisches Kreuz (†) |
| ------------------------------------- | ----------------------- | ----------------------------------------------- | --------------------- | ---------------------- |
| Zeichenkodierung                      |                         |                                                 |                       |                        |
| Unicode                               | Codepoint               | U+2020                                          | U+2021                | U+271D                 |
| Unicode                               | Name                    | DAGGER                                          | DOUBLE DAGGER         | LATIN CROSS            |
| UTF-8                                 | UTF-8                   | E2 80 A0                                        | E2 80 A1              | E2 9C 9D               |
| HTML-Entität                          | HTML-Entität            | &dagger;                                        | &Dagger;              | —                      |
| XML/XHTML                             | dezimal                 | &#8224;                                         | &#8225;               | &#10013;               |
| XML/XHTML                             | hexadezimal             | &#x2020;                                        | &#x2021;              | &#x271D;               |
| TeX/LaTeX                             | Textmodus               | \dag (ab LaTeX2e) oder \dagger oder \textdagger | \ddag                 | \textdied              |
| TeX/LaTeX                             | Mathem. Modus           | \dag (ab LaTeX2e)                               | —                     | —                      |
| Weitere                               | Weitere                 | Groff: \[dg] 4                                  | Groff: \[dd] 4        | —                      |
| Eingabemethoden 1                     |                         |                                                 |                       |                        |
| Deutsche Standard- Tastaturbelegungen | E1                      | – #                                             | – '                   | – \|                   |
| Deutsche Standard- Tastaturbelegungen | T2                      | —                                               | —                     | —                      |
| Windows                               | CP850 (TUI)             | —                                               | —                     | —                      |
| Windows                               | CP1252 (GUI)            | Alt+0134 2                                      | Alt+0135 2            | —                      |
| Macintosh (Deutschland)               | Macintosh (Deutschland) | alt/⌥+T                                         | ⌥ + ⇧ + Y             | —                      |
| Neo                                   | Neo                     | ⇧Shift+9 5                                      | —                     | —                      |
| Microsoft Word                        | Tastenkombination       | —                                               | —                     | —                      |
| Microsoft Word                        | Unicodeeingabe          | 2, 0, 2, 0, Alt+C                               | 2, 0, 2, 1, Alt+C     | 2, 7, 1, D, Alt+C      |
| Vim                                   | Digraph 3               | Strg+K, ⇧Shift+7-                               | —                     | —                      |
| Vim                                   | Unicodeeingabe          | Strg+V, U, 2, 0, 2, 0                           | Strg+V, U, 2, 0, 2, 1 | Strg+V, U, 2, 7, 1, D  |

## Ähnliche und verwandte Schriftzeichen und Symbole
Die folgende Tabelle enthält Unicode-Zeichen, die aus einem (durchgezogenen oder unterbrochenen) senkrechten Strich und einem oder (analog zum Langdoppelkreuz) zwei waagerechten Strichen bestehen.
| Zeichen | Unicode-Position | Unicode-Bezeichnung                 | Beschreibung                                                      |
| ------- | ---------------- | ----------------------------------- | ----------------------------------------------------------------- |
| +       | U+002B           | PLUS SIGN                           | Pluszeichen                                                       |
| ǂ       | U+01C2           | LATIN LETTER ALVEOLAR CLICK         | Buchstabe der Orthografie des Khoekhoegowab für einen Klicklaut   |
| ᛭       | U+16ED           | RUNIC CROSS PUNCTUATION             | kreuzförmiges Satzzeichen für Runen                               |
| †       | U+2020           | DAGGER                              | Langkreuz                                                         |
| ‡       | U+2021           | DOUBLE DAGGER                       | Langdoppelkreuz                                                   |
| ⁜       | U+205C           | DOTTED CROSS                        | punktiertes Kreuz                                                 |
| ⊹       | U+22B9           | HERMITIAN CONJUGATE MATRIX          | hermitesch konjugierte Matrix                                     |
| ☦       | U+2626           | ORTHODOX CROSS                      | russisch-orthodoxes Kreuz                                         |
| ☨       | U+2628           | CROSS OF LORRAINE                   | Patriarchenkreuz                                                  |
| ☩       | U+2629           | CROSS OF JERUSALEM                  | Krückenkreuz                                                      |
| ♰       | U+2670           | WEST SYRIAC CROSS                   | westsyrisches Kreuz                                               |
| ♱       | U+2671           | EAST SYRIAC CROSS                   | ostsyrisches Kreuz                                                |
| ⛨       | U+26E8           | BLACK CROSS ON SHIELD               | Kreuz auf Wappenschild, japanisches Kartenzeichen für Krankenhaus |
| ✙       | U+2719           | OUTLINED GREEK CROSS                | umrandetes griechisches Kreuz                                     |
| ✚       | U+271A           | HEAVY GREEK CROSS                   | fettes griechisches Kreuz                                         |
| ✛       | U+271B           | OPEN CENTRE CROSS                   | Kreuz mit offener Mitte                                           |
| ✜       | U+271C           | HEAVY OPEN CENTRE CROSS             | fettes Kreuz mit offener Mitte                                    |
| †       | U+271D           | LATIN CROSS                         | lateinisches Kreuz                                                |
| †       | U+271E           | SHADOWED WHITE LATIN CROSS          | schattiertes hohles lateinisches Kreuz                            |
| †       | U+271F           | OUTLINED LATIN CROSS                | umrandetes lateinisches Kreuz                                     |
| ✠       | U+2720           | MALTESE CROSS                       | Tatzenkreuz (bzw. Malteserkreuz)                                  |
| ➕︎      | U+2795           | HEAVY PLUS SIGN                     | fettes Pluszeichen                                                |
| ⧧       | U+29E7           | THERMODYNAMIC                       | senkrechter Strich mit zwei Querbalken                            |
| ⸶       | U+2E36           | DAGGER WITH LEFT GUARD              | Langkreuz ohne rechten Querbalken                                 |
| ⸷       | U+2E37           | DAGGER WITH RIGHT GUARD             | Langkreuz ohne linken Querbalken                                  |
| ⸸       | U+2E38           | TURNED DAGGER                       | Petruskreuz                                                       |
| ⹋       | U+2E4B           | TRIPLE DAGGER                       | Langdreifachkreuz                                                 |
| 🕀       | U+1F540          | CIRCLED CROSS POMMEE                | eingekreistes Apfelkreuz                                          |
| 🕁       | U+1F541          | CROSS POMMEE WITH HALF-CIRCLE BELOW | Apfelkreuz im Halbkreis liegend                                   |
| 🕂       | U+1F542          | CROSS POMMEE                        | Apfelkreuz                                                        |
| 🕆       | U+1F546          | WHITE LATIN CROSS                   | hohles lateinisches Kreuz                                         |
| 🕇       | U+1F547          | HEAVY LATIN CROSS                   | fettes lateinisches Kreuz                                         |
| 🕈       | U+1F548          | CELTIC CROSS                        | Keltenkreuz                                                       |
| 🜊       | U+1F70A          | ALCHEMICAL SYMBOL FOR VINEGAR       | alchemisches Symbol für Essig                                     |
| 🜋       | U+1F70B          | ALCHEMICAL SYMBOL FOR VINEGAR-2     | alchemisches Symbol für (destillierten) Essig                     |

## Trivia
Aus der französischen Bezeichnung obèle entwickelten René Goscinny (der mit typografischen Begriffen vertraut war, da seine Eltern eine Druckmaschine besaßen) und Albert Uderzo den Namen ihrer Comicfigur Obelix, analog zum Namen der Figur Asterix aus der französischen Bezeichnung astérisque für das Schriftzeichen „*“ (Sternchen).